# 胜利之塔

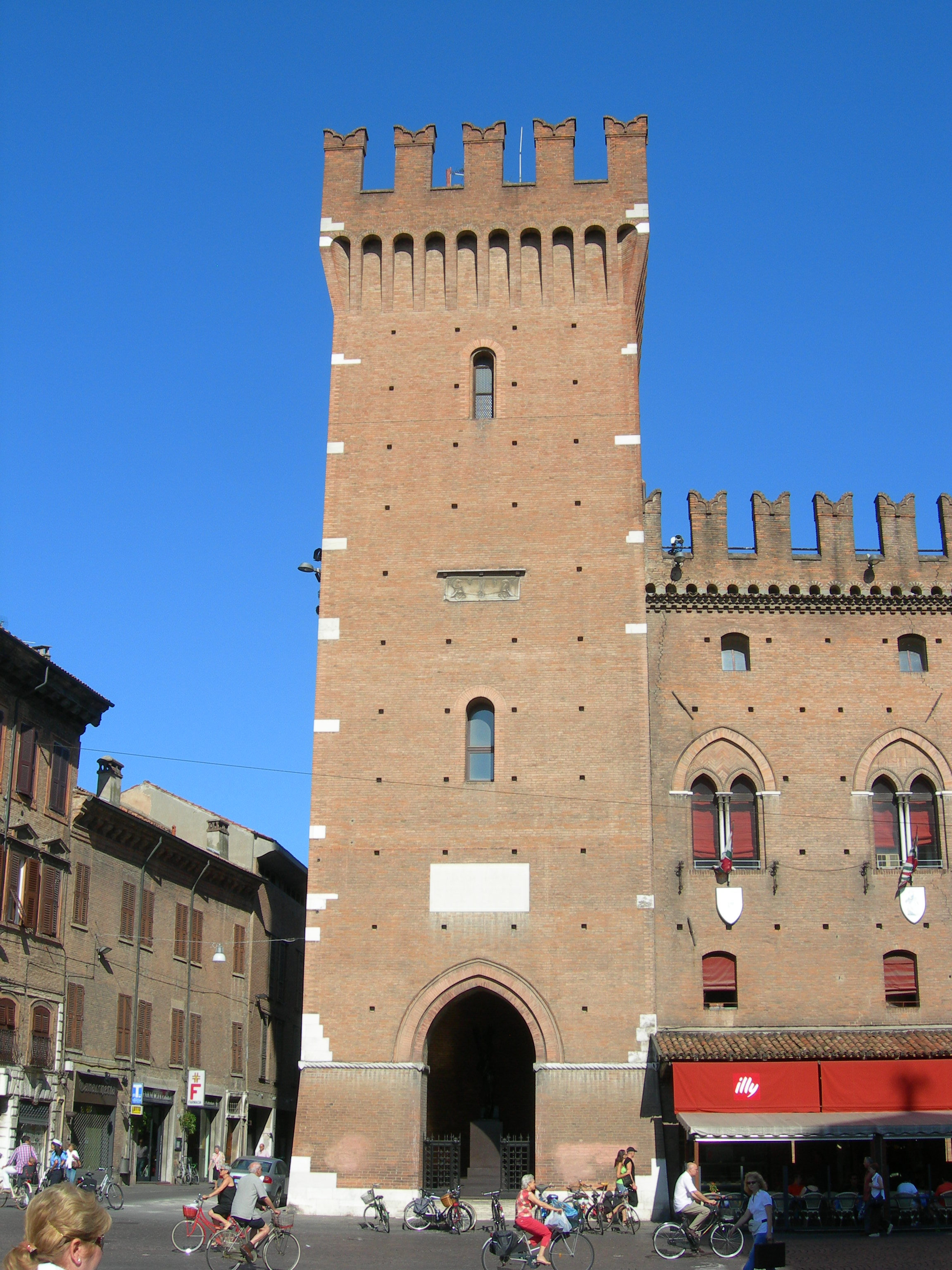

胜利之塔（Torre della Vittoria）是意大利费拉拉的一座历史建筑，位于市中心的特伦托与的里雅斯特广场。

## 历史

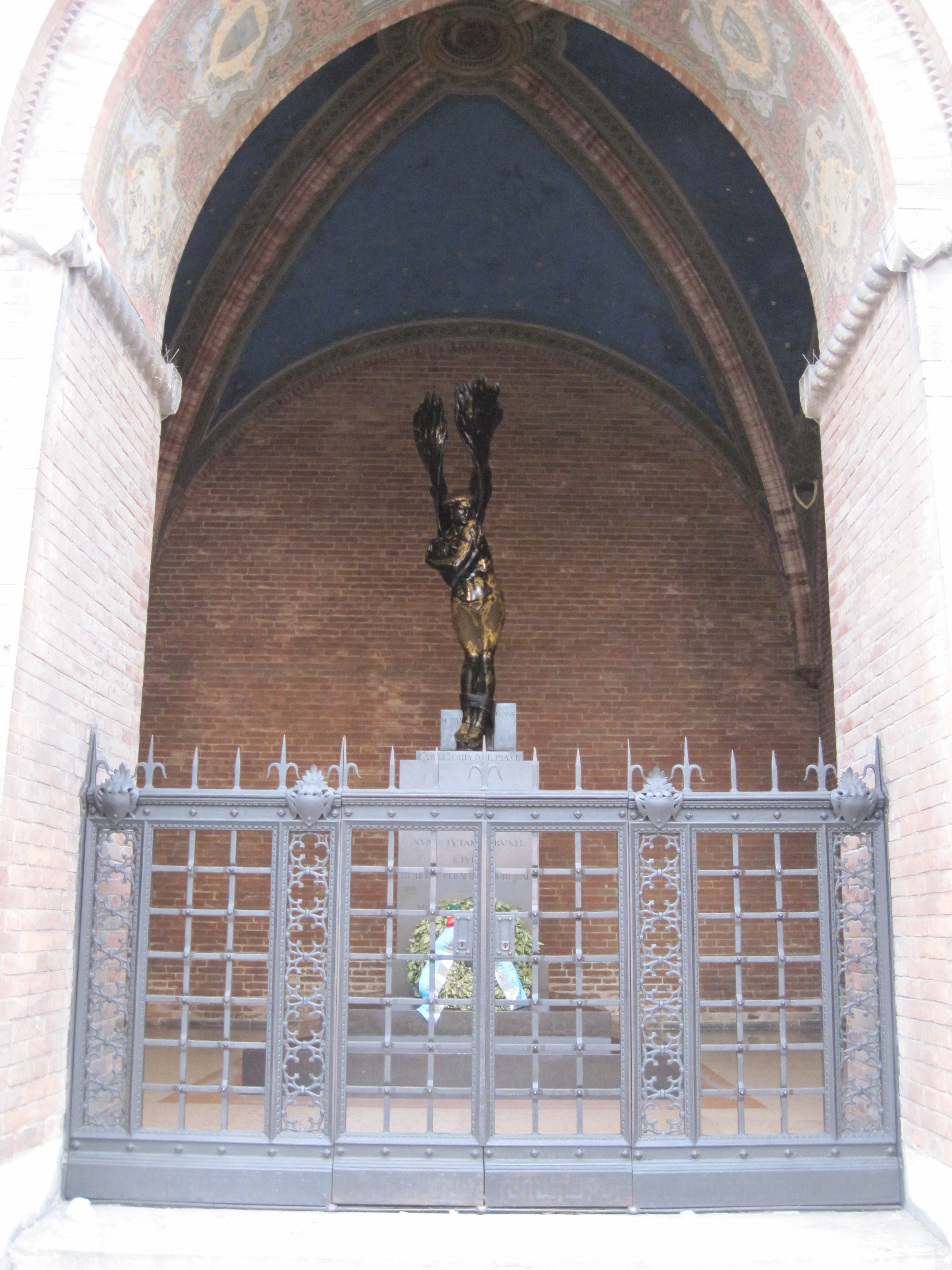

胜利之塔建于1924-1928年，为法西斯执政时期改造费拉拉市政厅的结果，取代了已倒塌的十六世纪古塔
。1928年11月举行落成典礼。它面向费拉拉主教座堂，采用十四世纪哥特式风格，高57米。建筑师 Girolamo Savonuzzi 、Carlo Savonuzzi。